# Llano de Epazote
Llano de Epazote är en ort i Mexiko.   Den ligger i kommunen Malinaltepec och delstaten Guerrero, i den sydöstra delen av landet, 260 km söder om huvudstaden Mexico City. Llano de Epazote ligger 1 534 meter över havet och antalet invånare är 105.
Terrängen runt Llano de Epazote är kuperad åt nordväst, men åt sydost är den bergig. Terrängen runt Llano de Epazote sluttar västerut. Runt Llano de Epazote är det ganska glesbefolkat, med 43 invånare per kvadratkilometer. Närmaste större samhälle är Malinaltepec, 14,1 km nordost om Llano de Epazote. I omgivningarna runt Llano de Epazote växer i huvudsak städsegrön lövskog.